# 東京造形大學
東京造形大学（日语：／），是位於日本東京都八王子市的私立美術大學。
1966年由桑澤設計研究所的創立者桑澤洋子成立，是日本第一所以"造形"命名專攻設計與美術的小規模藝術類大學。

## 沿革
- 1954年4月，桑澤洋子以包豪斯派教育理念為基礎，創立了桑澤設計研究所。
- 1966年，經日本文部省批准，在八王子市八王子町成立東京造型大學。
- 1969年，設立學科室內建築設計專業並首次舉辦CS祭(藝術祭)。
- 1973年，桑泽洋子被授予日本蓝绶褒章。
- 1993年4月，學校搬遷至八王子市宇津貫町。
- 2005年，開設大學院造形研究科造形專攻（碩士課程）。
- 2011年，舉辦桑澤洋子誕生100週年紀念展。
- 2016年，學校创立50周年，設立大學院造形研究科造形專攻博士後期課程。

## 院系

### 學部學科
- 造形學部
  - 設計學科
    - 平面設計專攻領域
    - 写真專攻領域
    - 電影專攻領域
    - 動畫專攻領域
    - 媒體設計專攻領域
    - 室内建築專攻領域
    - 工業設計專攻領域
    - 織物設計專攻領域
    - サステナブルプロジェクト專攻領域

  - 美術學科
    - 繪畫專攻領域
    - 雕刻專攻領域

### 大學院
- 造形研究科
  - 造形專攻（碩士）
    - 設計研究領域
    - 美術研究領域

## CS祭(藝術祭)
該大學每年秋季主辦Creative Spiral Festival（CS祭），以學生運行管理。

## 外部連結
- 東京造形大学 （页面存档备份，存于）